# Рахну, Кристьян
Кристьян Рахну (эст. Kristjan Rahnu; род. 29 августа 1979, Кохила, Раплаский район) — эстонский легкоатлет, специалист по многоборьям. Выступал за сборную Эстонии по лёгкой атлетике в 2003—2006 годах, победитель Кубка Европы в командном зачёте, призёр первенств национального значения, участник летних Олимпийских игр в Афинах.

## Биография
Кристьян Рахну родился 29 августа 1979 года в посёлке Кохила Эстонской ССР. Впоследствии переехал на постоянное жительство в Таллин, проходил подготовку под руководством своего отца Роланда Рахну.
Дебютировал в лёгкой атлетике на международном уровне в сезоне 1998 года, когда вошёл в состав эстонской национальной сборной и принял участие в юниорском мировом первенстве в Анси. Досрочно завершил выступление в десятиборье, не показав никакого результата.
Начиная с 2003 года выступал среди элитных спортсменов, в частности стартовал в десятиборье на чемпионате мира в Париже — был дисквалифицирован во время пятого этапа, бега на 400 метров.
В 2004 году на домашнем Кубке Европы по легкоатлетическим многоборьям в Таллине стал пятым в личном зачёте и помог своим соотечественникам завоевать золотые медали в мужском командном зачёте. Благодаря череде удачных выступлений удостоился права защищать честь страны на летних Олимпийских играх в Афинах — провалил все попытки на этапе прыжков в длину и завершил выступление в десятиборье уже в ходе первого соревновательного дня.
После афинской Олимпиады Рахну ещё в течение некоторого времени оставался в составе легкоатлетической сборной Эстонии и продолжал принимать участие в крупнейших международных стартах. Так, в 2005 году в семиборье он выступил на чемпионате Европы в помещении в Мадриде, в десятиборье показал шестой результат на чемпионате мира в Хельсинки и взял бронзу на турнире Décastar во Франции. На соревнованиях во французском Арле установил свой личный рекорд в десятиборье — 8526 очков.
В 2006 году с личным рекордом в 6062 очка стал четвёртым в семиборье на чемпионате мира в помещении в Москве, тогда как в десятиборье выиграл бронзовую медаль в командном зачёте на Кубке Европы в Арле и занял девятое место на чемпионате Европы в Гётеборге.
Из-за ряда травм вынужден был сделать достаточно длительный перерыв в спортивной карьере, в 2009 году предпринял попытку вернуться в большой спорт, но каких-то значимых результатов на международной арене уже не показал.